# Ciclo dinástico
O ciclo dinástico (chinês tradicional: 朝代循環; chinês simplificado: 朝代循环; pinyin: Cháodài Xúnhuán) é uma importante teoria política na história da China. De acordo com essa teoria, cada dinastia chinesa atinge um auge político, cultural e econômico e depois, por causa da corrupção moral, entra em declínio, perde o Mandato do Céu e cai, sendo substituída por uma nova dinastia. O ciclo então se repete, apresentando um padrão superficial de motivos recorrentes.
Essa teoria enxerga uma continuidade na história chinesa desde os tempos antigos até o presente, ao observar a sucessão de impérios ou dinastias, sugerindo que há pouco desenvolvimento ou mudança fundamental nas estruturas sociais ou econômicas. John K. Fairbank expressou as dúvidas de muitos historiadores ao escrever que "o conceito de ciclo dinástico... tem sido um grande obstáculo para a compreensão das dinâmicas fundamentais da história chinesa".

## Como o ciclo se desenvolve
O ciclo dinástico se desenvolve de acordo com a seguinte sequência de acontecimentos:
1. Um novo governante funda uma nova dinastia e recebe o Mandato do Céu.[5]
2. A China, sob o comando da nova dinastia, alcança um período de prosperidade.
3. A população cresce.
4. A corrupção se espalha pela corte imperial e o império começa a entrar em declínio e instabilidade.
5. Um desastre natural devasta terras agrícolas. Esse tipo de desastre, em condições normais, não causaria grandes problemas. No entanto, combinado com a corrupção e a superpopulação, resulta em fome.[5]
6. A fome leva a população a se rebelar, resultando em uma guerra civil.[5]
7. O governante perde o Mandato do Céu.[5]
8. A população diminui devido à violência.[6]
9. A China entra em um período de Estados em guerra.[6]
10. Um desses Estados sai vitorioso.
11. Esse Estado funda um novo império.[5]
12. O novo império recebe o Mandato do Céu.[5]

O ciclo então se repete. O Mandato do Céu era a ideia de que o monarca havia sido escolhido e legitimado pelo Céu para governar a China. Esse conceito foi defendido pelo filósofo chinês Mêncio durante o período dos Estados Combatentes.

## Fases do ciclo
O ciclo dinástico pode ser dividido em três fases principais:
1. O início da dinastia, marcado pela conquista do poder e pela legitimação através do Mandato do Céu.
2. O período de maior estabilidade, prosperidade e crescimento econômico e populacional da dinastia.
3. A fase final, caracterizada pelo aumento da corrupção, instabilidade política, crises econômicas e colapso do governo.

## Formação e importância
A história chinesa é tradicionalmente representada em termos de ciclos dinásticos. Segundo a dinastia Zhou, Yu, o Grande, estabeleceu a dinastia Xia porque o Céu lhe concedera essa autoridade muitos séculos antes. Quando surgiu um péssimo governante entre os Xia, o Céu retirou seu mandato e o transferiu para a dinastia Shang. Posteriormente, os Zhou afirmaram que o Céu lhes conferia o mandato porque o governo Shang também havia se degradado. A ideia do ciclo dinástico tornou-se fundamental para a filosofia política tradicional chinesa nos períodos seguintes. 
Embora a dinastia Qin tenha rejeitado o modelo dinástico cíclico, alguns historiadores do período Han, como Ban Gu, reaproximaram-se do modelo dinástico com obras como o Livro de Hã, que passou a ser visto como seguindo o quadro histórico correto estabelecido por Confúcio, em contraste com o Registros do Historiador (Shiji) de Sima Qian. O Livro de Hã estabeleceu o padrão para as histórias dinásticas posteriores.
A dinastia Tang foi um período importante para a evolução da tradição historiográfica chinesa. Havia, antes, várias visões históricas concorrentes. Apesar de ser um império, a dinastia Tang optou por institucionalizar uma perspectiva histórica baseada no Livro dos Documentos e nos Anais de Primavera e Outono. A escrita da história tornou-se uma tarefa oficial imperial durante o período Tang, diferentemente das histórias mais individualistas escritas por Sima Qian e Ban Gu no período Han. Entre essas tarefas oficiais estava a escrita das histórias que cobriam o período desde a queda dos Han até o estabelecimento da dinastia Tang. Cada um desses Estados era descrito como uma dinastia que surgia e caía de acordo com os feitos morais de seus governantes iniciais e finais. Todas essas histórias foram escritas dentro de uma estrutura dinástica, tendo como principal inspiração o Livro de Hã de Ban Gu.
Ao longo de sua longa história, o povo chinês foi governado não por uma única dinastia, mas por uma sucessão de dinastias diferentes. A primeira dinastia considerada ortodoxa na história antiga chinesa, registrada em documentos como o Registros do Historiador (Shiji) e os Anais de Bambu, é a Xia, seguida pela dinastia Shang — embora a existência concreta da Xia ainda não tenha sido comprovada arqueologicamente.
Entre essas dinastias, as dinastias Han e Tang são frequentemente consideradas períodos particularmente fortes, enquanto outras são famosas por conquistas culturais e outras realizações (por exemplo, a dinastia Song é associada ao rápido desenvolvimento econômico). As dinastias longas e estáveis, como Han e Tang, foram seguidas por períodos de desordem e fragmentação da China em pequenos Estados.
Durante esses períodos de desordem, eventualmente surgia um líder que unificava o país e impunha uma forte autoridade central. Por exemplo, após a dinastia Han, várias dinastias governaram partes da China até que Yang Jian unificou o país sob a dinastia Sui. A dinastia Sui preparou o terreno para o longo e próspero período Tang. Após a queda dos Tang, a China passou novamente por um período de turbulência política.
Existe um provérbio chinês famoso, expressado no romance do século XVI  Romance dos Três Reinos, que diz:
"Após uma longa divisão, ocorrerá uma unificação; após uma longa unificação, ocorrerá uma divisão."
Cada um desses governantes reivindicava o Mandato do Céu para legitimar seu governo.
Embora essa periodização dinástica tradicional seja baseada principalmente na ideologia sinocêntrica, ela também se aplica a governantes não nativos que buscaram obter o Mandato do Céu. Embora a maioria das dinastias chinesas tenha sido fundada por povos étnicos Han, houve também dinastias estabelecidas por povos não Han além das fronteiras tradicionais da China propriamente dita. Entre essas estão a dinastia Yuan, fundada pelos mongóis, e a dinastia Qing, fundada pelos manchus, que posteriormente conquistaram a China propriamente dita e assumiram o título de imperadores da China.